# E. Nicholas & Cie
Pour les articles homonymes, voir Nicholas.
E. Nicholas & Cie est un constructeur automobile français.

## Production

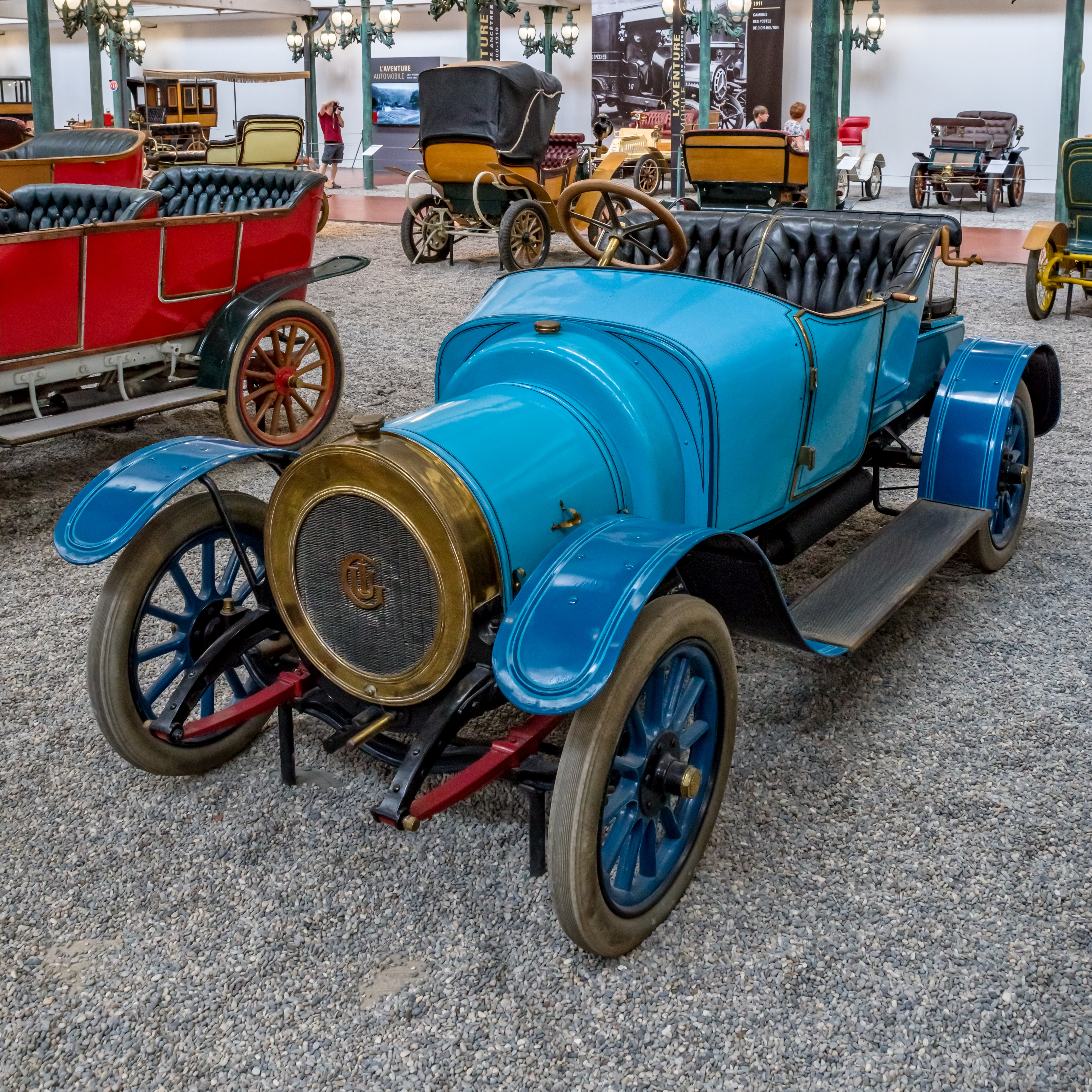
Le Gui Torpedo Type B2 (1913)

L’entreprise basée à Courbevoie a commencé à produire des automobiles en 1909. Le nom de la marque était le Gui. L’usine était située au 10-12  rue de Metz en Courbevoie. En 1909, le constructeur automobile Guy, également originaire de Courbevoie, qui avait déjà commencé la production de voitures en 1904, est repris. En 1912, un moteur de Chapuis-Dornier est utilisé. Celui-ci avait une cylindrée de 1 767 cm3 avec un alésage de 75 mm et une course de 100 mm,. Ou avec un alésage de 65 mm
.
La production s’est terminée en 1916.